# Michela Schiff Giorgini

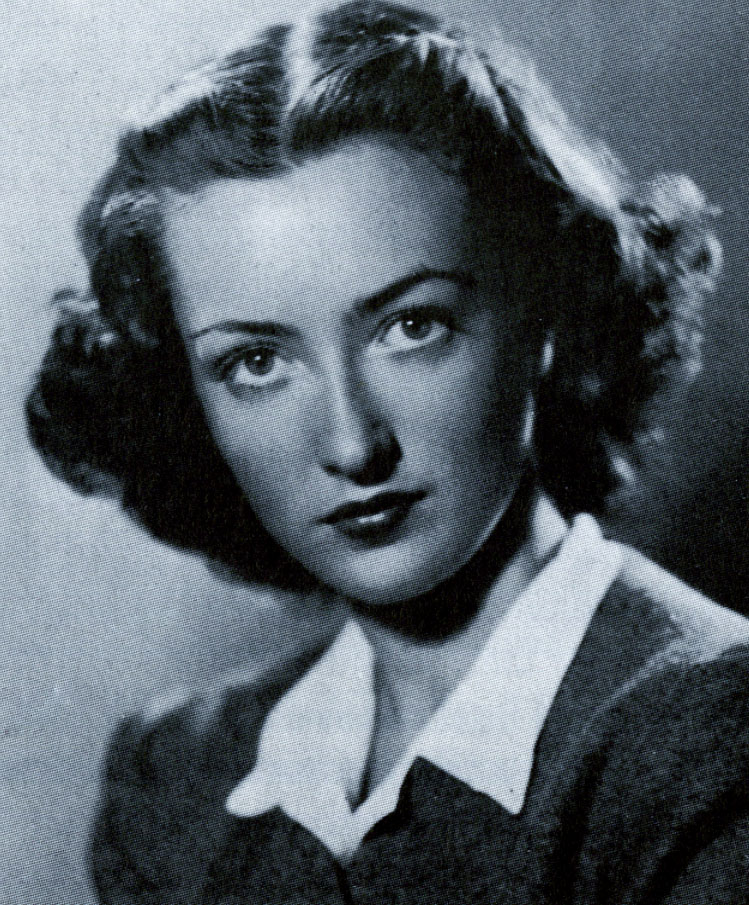
Michela Belmonte (1940)

Michela Schiff Giorgini, geborene Beomonte (* 30. Oktober 1923 in Padua; † 3. Juli 1978 in Benissa, Alicante), auch Michela Schiff Giorgini Paleologo Diana, war eine italienische Ägyptologin, die zuvor unter dem Künstlernamen Michela Belmonte eine kurze Karriere als Schauspielerin hatte.

## Leben und Wirken

### Herkunft und Anfänge als Schauspielerin
Beomonte wurde in eine Familie der unteren Mittelklasse geboren, ihr Vater war ein Offizier der Carabinieri. Sie war die jüngere Halbschwester der erfolgreichen Schauspielerin Maria Denis, besuchte das Kunstgymnasium und hatte in den Jahren 1942 und 1943 eine kurze Kinokarriere, die ohne große Anerkennung blieb. Die elegante, niedliche und ein wenig kühl wirkende Darstellerin feierte ihr Debüt unter dem leicht abgewandelten Künstlernamen Michela Belmonte in einem faschistischen Kriegspropagandafilm, Roberto Rossellinis Un pilota ritorna, der ihr nicht viel Gelegenheit zum Spielen gab, jedoch genug, um Aufmerksamkeit zu erregen. In Mario Mattòlis I tre aquilotti, das Drehbuch stammte erneut aus der Feder von Vittorio Mussolini, war sie dann die zurückhaltende Verlobte eines Luftwaffenkadetten, gespielt vom jungen Alberto Sordi. In Il nostro prossimo verkörperte sie die für die Komödien dieser Zeit typische Angebetete und spielte neben Theatergrößen wie Antonio Gandusio, Rina Morelli und Paolo Stoppa. Anschließend zog sie sich aus unbekannten Gründen aus dem Filmgeschäft zurück.

### Ägyptologin
1946 heiratete sie den aus dem KZ Flossenbürg entlassenen Bankier Giorgio Schiff Giorgini. Ihr Ehemann stammte aus einer jüdischen Gelehrten-Familie. Sein 1940 verstorbener Vater, Robert Schiff, Sohn des Physiologen Moritz Schiff, lehrte Chemie an der Universität Pisa. 1964 änderte Giorgio Schiff Giorgini seinen Nachnamen in Paleologo Diana um, in Anlehnung an einen seit einigen Jahren erloschenen Zweig der Familie.
Dem mondänen Salonleben abgeneigt, entdeckte Michela Schiff Giorgini ihre Liebe für die Archäologie, vor allem für die Ägyptologie. 1957 finanzierte ihr Mann ihre erste Expedition nach Ägypten. Sie reiste nach Luxor, wo sie in Karnak den Architekten und Ägyptologen Clément Robichon sowie den Epigraphiker Jozef Janssen (1907–1963) für ihre von den sudanesischen Behörden in Soleb genehmigte Grabung gewinnen konnte. Nachdem Jean Vercoutter, der damalige Direktor für sudanesische Altertümerverwaltung in Khartum, sicherstellen konnte, dass die Universität Leiden ihrerseits den Einsatz von Janssen in Soleb unterstützte, belud die in Theben gegründete Grabungsmission einen Lastwagen mit der notwendigen Ausrüstung und erreichte wenig später zunächst Wadi Halfa. Unter der Schirmherrschaft der Universität Pisa begannen am 4. November 1957 zwischen dem 2. und 3. Katarakt die Grabungen in Soleb, welche bis zum März 1977 fortdauern sollten.
Das hauptsächliche Interesse der von Schiff Giorgini geleiteten Mission galt der in Soleb befindlichen Tempelanlage des Pharao Amenophis III. und seiner Gemahlin, der Königin Teje, sowie den angrenzenden Nekropolen. Mit 210 × 240 m Ausdehnung handelte es sich um die dereinst größte ägyptische Tempelanlage auf nubischem Boden. Der antike Geograph Ptolemäus hatte diesen auf dem linken Nilufer gelegenen Bezirk in römischer Zeit mit der meroitischen Stadt Phthur gleichgesetzt. Schiff Giorgini veranlasste eine systematische Ordnung der stark durcheinander geratenen Steinblöcke und Säulentrommeln, ließ die verbliebenen Kolonnaden stabilisieren und den Dromos freilegen. Es folgte eine vollständige Aufnahme aller auf den Blöcken, Säulen, Toren und Architraven verteilten Inschriften. Unter anderem gelang es ihrem Team, die Fremdvölkerdarstellungen auf den Säulen Hypostyls sowie die Flachreliefs und Inschriften an dem zu Ehren Amenophis’ III. errichteten „Tor des Sed-Festes“ maßstabsgetreu zu kopieren und zu übersetzen. Als der Epigraphiker Janssen 1960 erkrankte, übernahm Jean Leclant seine Aufgabe. Sergio Donadoni besuchte in dieser Zeit mehrfach die Grabungen in Soleb und trug sich in das goldene Buch der Mission ein. Überschattet wurden die fortschreitenden Arbeiten 1963 jedoch durch den Tod des Ägyptologen Jean Sainte-Fare Garnot, welcher bis dahin am Institut de France in Paris die im Verlauf der Grabungen erzielten Ergebnisse interpretiert hatte.
Im Jahre 1968 trat Schiff Giorgini mit der Vorlage ihres Fundberichtes zur Nekropole von Soleb erstmals als Ägyptologin öffentlich in Erscheinung. Im Bereich des Haupttempels hatte sie nördlich des großen Pylons im Rahmen ihrer Prospektionen zudem nach den Kolossalstatuen des Pharao Amenophis III. (1388–1351 v. Chr.) und seiner Gemahlin, der Königin Teje (1398–1338 v. Chr.), gesucht, doch erst 30 Jahre später konnte Michel Wuttmann ebendort zunächst die Beine und dann die Basis einer solchen Kolossalstatue finden, welche den Namen der Königin Teje trug.
Am 8. Oktober 1963 hatte Schiff Giorgini etwa 15 km nördlich von Soleb in Sedeinga schließlich eine parallel durchgeführte zweite Grabungsmission begonnen. Dieser Fundort trug in meroitischer Zeit den Namen Adeje, was der altägyptischen Vokabel hwt-Tiy entspricht und so viel wie „Tempel der Königin Teje“ meint. Tatsächlich konnte in Sedeinga ein kleiner Tempel der Königin Teje nachgewiesen werden, doch die bedeutendsten Ergebnisse traten in der etwa 500 Meter westlich gelegenen Nekropole zutage. Hier wurden im Grab W T1 die Bestattung des Pharao Taharqa (690–664 v. Chr.) und in W T8 kostbare meroitische Glaswaren entdeckt. Im Grab W T9 trat zudem eine Statuette der Königin Teje zutage. Linguistisch bedeutend waren des Weiteren verschiedene Stürze und Stelen, auf denen sich umfangreiche meroitische Inschriften fanden.

## Bedeutung

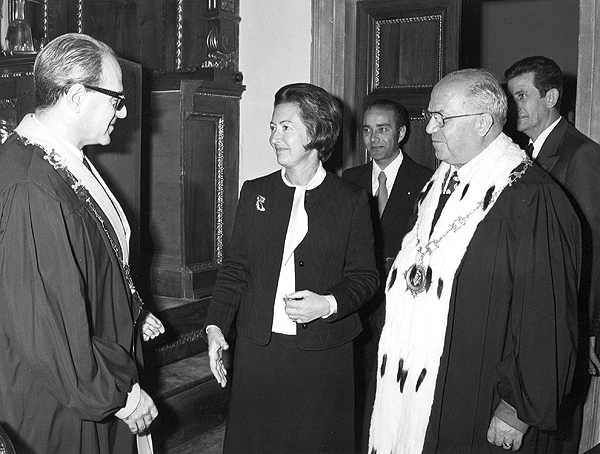
Michaela Schiff Georgini bei der Verleihung der Ehrendoktorwürde der Universität Pisa (1971)

Michela Schiff Giorgini war eine herausragende Persönlichkeit der ägyptischen Archäologie. Die bedeutendsten Ergebnisse ihrer archäologischen Tätigkeit erzielte Schiff Giorgini in Soleb und Sedeinga. Im Zuge der Auswertung der in den Nekropolen von Soleb und Sedeinga gemachten Funde entwickelte sie sich zu einer umfassend ausgebildeten Ägyptologin. Ihre größten Leistungen dürften in der systematischen Aufnahme der Inschriften des Tempels Amenophis’ III. und des dort begangenen Sed-Festes sowie in der Auswertung und Zuordnung der in den Nekropolen von Soleb und Sedeinga entdeckten Grabbeigaben bestehen. Die zu Beginn des Jahres 1964 in Zusammenarbeit mit Jean Leclant in Sedeinga erfolgte Entdeckung des Grabes des Pharao Taharqa zählt zu den Erfolgen ihrer wissenschaftlichen Arbeit. 1971 wurde ihr honoris causa seitens der Universität Pisa die Ehrendoktorwürde verliehen. Der sudanesische Präsident Dschafar an-Numairi verlieh ihr in diesem Jahr die goldene Medaille für Wissenschaft und Kultur der Republik Sudan. Als Schiff Giorgini die Grabungsmissionen in Sedeinga und Soleb nach 20 Jahren im März 1977 übergab, wurde ihr an der Universität Khartum seitens der Fakultät für Afrikanische und Asiatische Studien die Ehrendoktorwürde für Meroitistik verliehen. In Italien wurde ihr der Verdienstorden der Italienischen Republik verliehen und in Frankreich der Orden der Légion d’honneur. Michela Schiff Giorgini erkrankte ein Jahr später in Spanien an einer Meningitis und verstarb mit 54 Jahren.

## Veröffentlichungen (Auswahl)
- Soleb I 1813–1963. Sous le haut patronage de l’Université de Pise et en collaboration avec Clément Robichon et Jean Leclant. Sansoni, Florenz 1965 (Digitalisat).
- Soleb II – Les nécropoles. Sous le haut patronage de l’Université de Pise et en collaboration avec Clément Robichon et Jean Leclant. Sansoni, Florenz 1972 (Digitalisat).
- in Zusammenarbeit mit Clément Robichon und Jean Leclant: Soleb III – Le Temple: Description. Préparé et édité par Nathalie Beaux. Institut français d’archéologie orientale, Kairo 2002.
- in Zusammenarbeit mit Clément Robichon und Jean Leclant: Soleb IV – Le Temple: Plans et photographies. Préparé et édité par Nathalie Beaux. Institut français d’archéologie orientale, Kairo 2003.
- in Zusammenarbeit mit Clément Robichon und Jean Leclant: Soleb V – Le Temple: Bas-reliefs et inscriptions. Préparé et édité par Nathalie Beaux. Institut français d’archéologie orientale, Kairo 1998.

Aufsätze
- Scavi di Sedeinga (Sudan). In: Levante: rivista trimestrale del Centro per le Relazioni Italo-Arabe. Band 12, 1965, S. 13-31, ZDB-ID 302739-9.
- Première campagne des fouilles à Sedeinga. 1963-1964. In: Kush. Journal of the Sudan National Board for Antiquities & Museums. Band 13, 1965, S. 112-130, ZDB-ID 415018-1.
- Sedeinga 1964-1965. In: Kush. Journal of the Sudan National Board for Antiquities & Museums. Band 14, 1966, S. 244-261, ZDB-ID 415018-1.
- Novità archeologiche a Soleb e a Sedeinga (Sudan). In: Levante. Rivista trimestrale del Centro per le Relazioni Italo-Arabe. Band 18, 1971, S. 5-29, ZDB-ID 302739-9.

## Filmografie
- 1942: Un pilota ritorna
- 1942: I tre aquilotti
- 1943: Il nostro prossimo